# Holocacista rivillei
Holocacista rivillei is een vlinder uit de familie zilvervlekmotten (Heliozelidae). De wetenschappelijke naam is als Antispila rivillei voor het eerst geldig gepubliceerd in 1855 door Stainton.
De soort komt voor in Europa.